# الباز (دمياط)
الباز هي إحدى قرى مركز الزرقا التابع لمحافظة دمياط بجمهورية مصر العربية.